# Deutsche Botschaft Prag

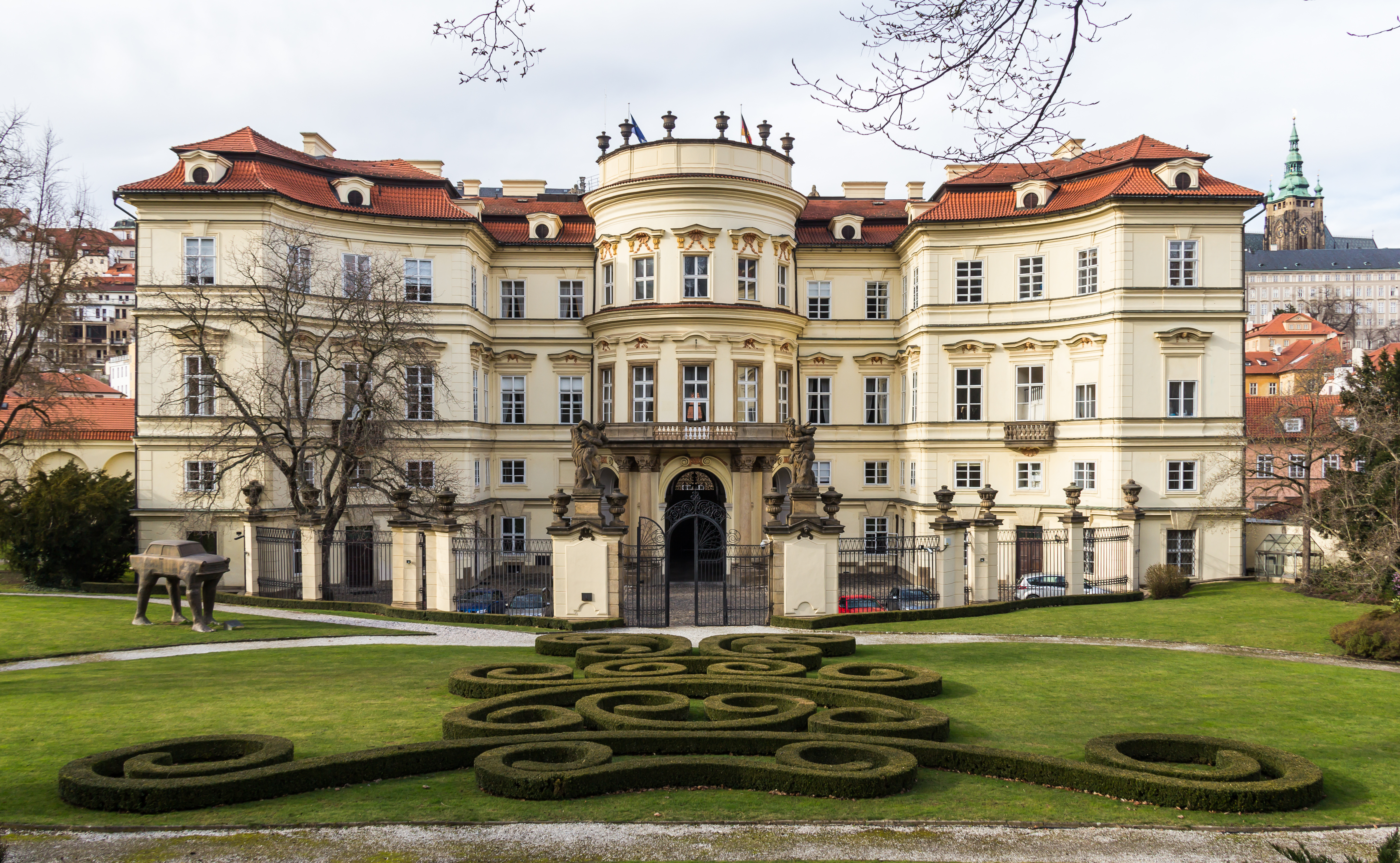
Palais Lobkowitz: Blick auf die Südseite mit dem Gartengelände und der Orangerie (Nebengebäude). Im Zentrum der halbrunde Balkon im ersten Stock, von dem aus Genscher seine Rede hielt.

Die Deutsche Botschaft Prag ist die diplomatische Vertretung der Bundesrepublik Deutschland in der Tschechischen Republik.
Ab August 1989 geriet die Prager Botschaft in den Blickpunkt der Medien, als DDR-Bürger dort Zuflucht suchten. In den folgenden Wochen wurden Tausende auf dem Gelände aufgenommen, worauf die DDR-Behörden einlenkten und ab 30. September insgesamt 17.000 ihrer Bürger die Ausreise in die Bundesrepublik erlaubten. Am 3. November erlaubten die ČSSR-Behörden den DDR-Bürgern die unreglementierte Ausreise in den Westen und hoben somit ihren Teil des Eisernen Vorhanges, was als eine der wichtigsten Vorstufen zum Fall der Berliner Mauer und für die folgende Deutsche Wiedervereinigung gilt.

## Lage und Gebäude
Die Botschaft befindet sich auf der Prager Kleinseite im Palais Lobkowitz. Die Straßenadresse lautet: Vlašská 19, Malá Strana, 118 01 Prag 1.
Das Palais Lobkowitz ist seit 1974 Sitz der Botschaft Prag.

## Auftrag und Organisation
Die Botschaft Prag hat den Auftrag, die deutsch-tschechischen Beziehungen zu pflegen, die deutschen Interessen gegenüber der tschechischen Regierung zu vertreten und die Bundesregierung über Entwicklungen in Tschechien zu unterrichten.
Die Botschaft gliedert sich in die Arbeitseinheiten: Politisches Referat, Wirtschaftsreferat, Kulturreferat, Pressereferat und Öffentlichkeitsarbeit, Militärattachéstab, Wissenschaftsreferat.
Das Referat für Rechts- und Konsularangelegenheiten der Botschaft bietet deutschen Staatsangehörigen alle konsularischen Dienstleistungen und Hilfe in Notfällen an. Der konsularische Amtsbezirk der Botschaft umfasst ganz Tschechien. Die Visastelle erteilt Einreiseerlaubnisse für in Tschechien ansässige Staatsangehörige dritter Staaten.

## Geschichte

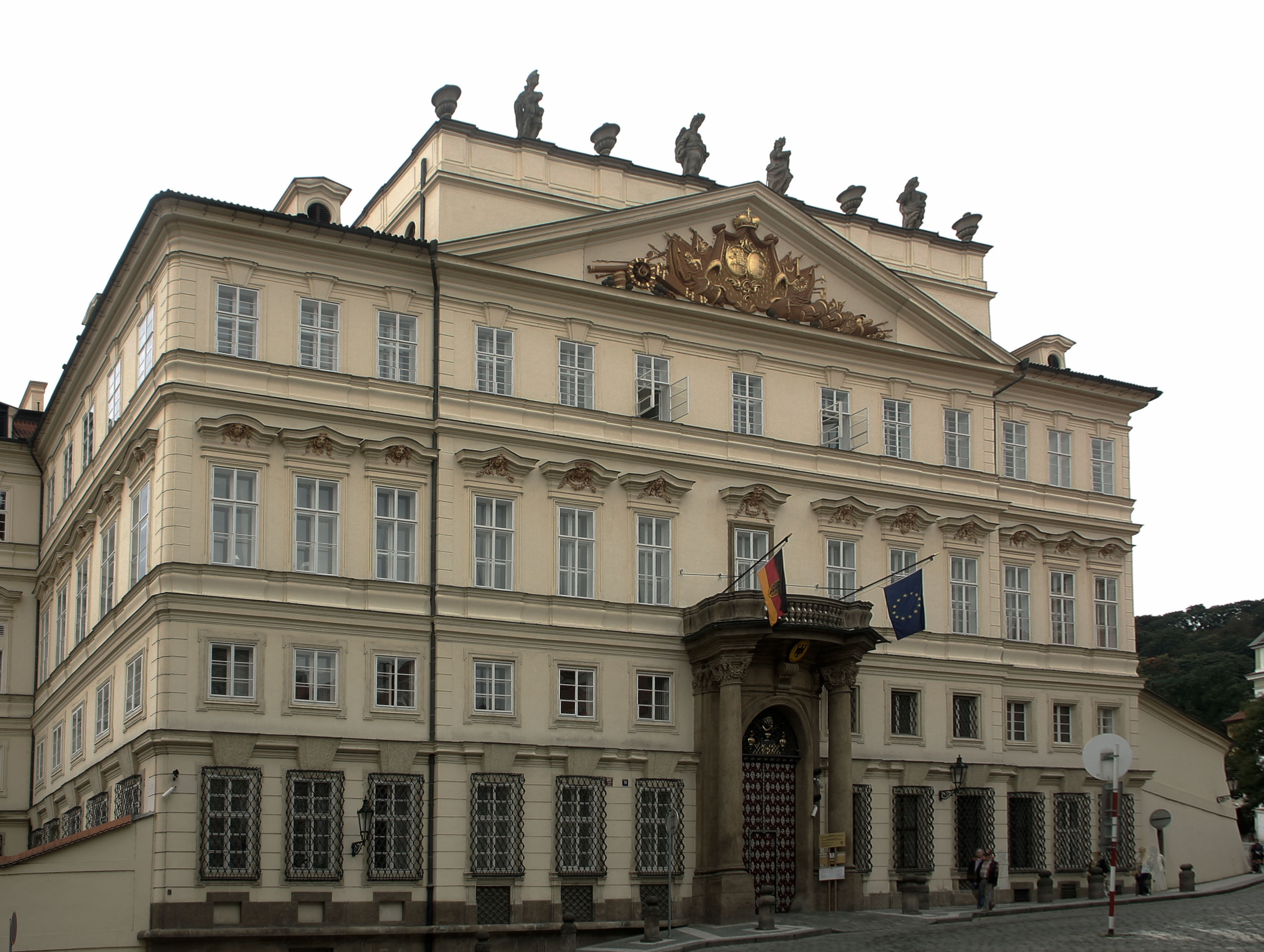
Botschaft Prag: Haupteingang auf der Nordseite

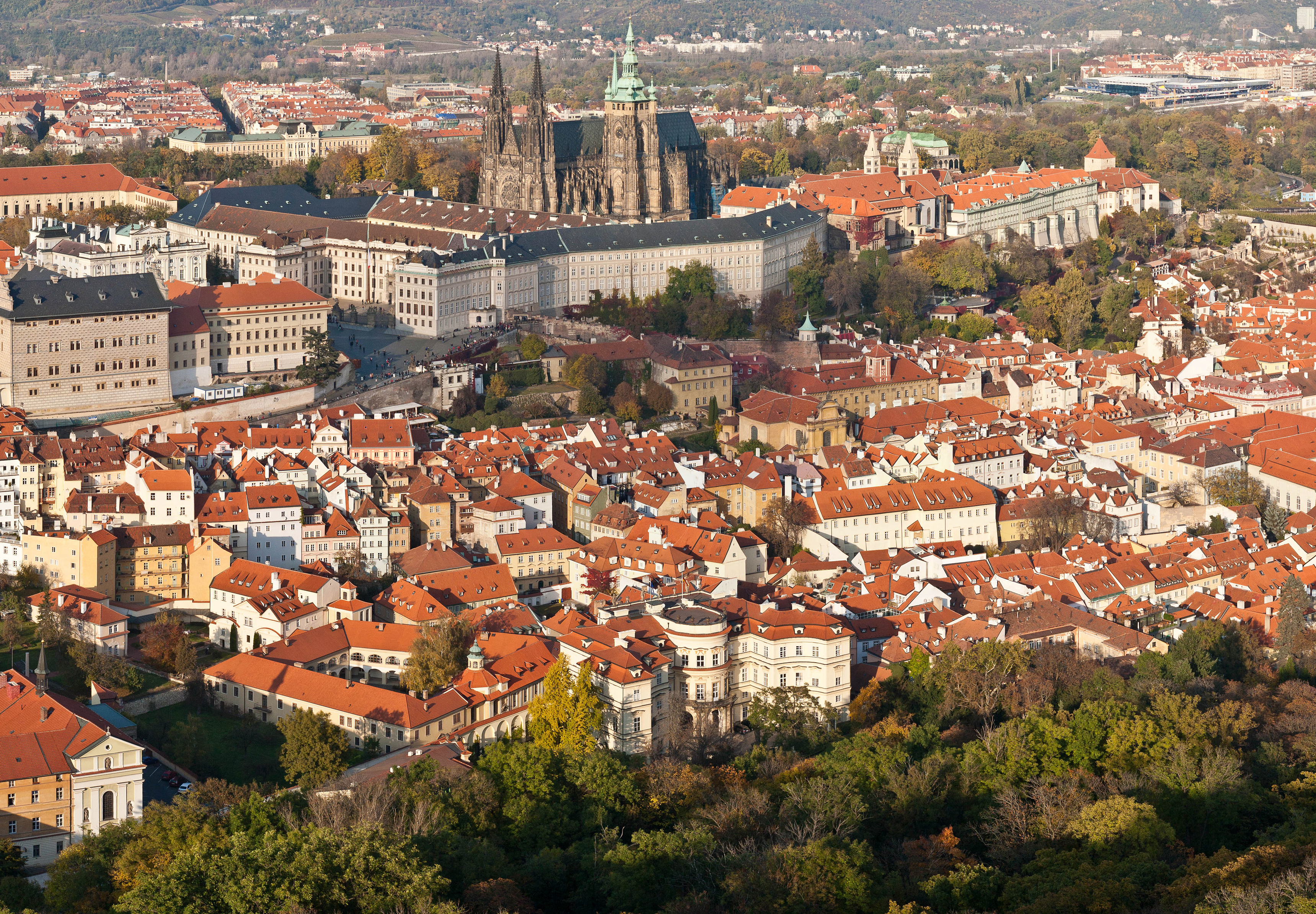
Die Deutsche Botschaft (zentral unten, am Waldrand) vom Petřín aus gesehen. Im Hintergrund der Hradčany.

Als ehemaliger Sitz des Heiligen Römischen Reiches ist Prag untrennbar mit der Geschichte Deutschlands verbunden. Da das Königreich Böhmen (einschließlich der Markgrafschaft Mähren) jahrhundertelang nicht selbständig war, sondern Teil des Habsburgerreiches, wurde Prag erst wieder Sitz von Botschaften anderer Länder, als 1918 die Tschechoslowakei als unabhängiger Staat errichtet wurde. Die Selbständigkeit der Tschechoslowakei war von 1939 bis 1945 durch die Einverleibung des Protektorats Böhmen und Mähren ins Großdeutsche Reich und die von Hitler erzwungene Ausrufung des Slowakischen Staates unterbrochen. Nach dem Krieg wurden seitens der Bundesrepublik Deutschland zu Staaten, die die DDR anerkannten, im Rahmen von Alleinvertretungsanspruch und Hallstein-Doktrin keine formalen diplomatischen Beziehungen aufgenommen. Dies änderte sich erst durch die Neue Ostpolitik. Im Jahr 1973 wurden Beziehungen zu der damaligen ČSSR aufgenommen.
Seit dem 18. Februar 1968 hatte eine Handelsvertretung in Prag bestanden, die am 11. Dezember 1973 in die Botschaft der Bundesrepublik Deutschland umgewandelt wurde. Die DDR hatte seit dem 18. Oktober 1949 diplomatische Beziehungen mit der ČSSR unterhalten. Erster Botschafter war hier Fritz Große.
„DDR-Flüchtlinge hat es in unserer Prager Botschaft immer gegeben, seit wir (1974) das Palais Lobkowicz bezogen hatten“, so Hermann Huber, Botschafter von Dezember 1988 bis 1992. Bereits vier Jahre vor seinem Amtsantritt musste er in Prag aushelfen, um 160 Flüchtlinge zu versorgen. Diese wurden vom Bundesministerium für innerdeutsche Beziehungen (BMB) durch Vermittlung von Rechtsanwalt Vogel freigekauft.
Als Huber im Dezember 1988 dem damaligen Staatspräsidenten Husák sein Beglaubigungsschreiben überreichte, gab es zwar keine DDR-Flüchtlinge in der Botschaft, aber im Februar/März stellten sich die ersten Zufluchtsuchenden ein, die über den rückwärtigen Botschaftszaun auf das Gelände gekommen waren oder auf andere Weise die strengen tschechoslowakischen Milizen überlisteten, die jeden Besucher kontrollierten.
Im Vorfeld der Revolutionen von 1989 wurde das Gelände der Botschaft als Zufluchtsort von Flüchtlingen aus der DDR bekannt. Im Sommer jenes Jahres wagten es weitere DDR-Bürger, vom Prager Hauptbahnhof den Weg über die Moldau hinweg in die bundesdeutsche Botschaft zu gehen. Am 19. August 1989 lebten rund 120 Flüchtlinge dort, täglich kamen 20 bis 50 weitere hinzu. Am 23. August schloss Botschafter Hermann Huber auf Weisung des Auswärtigen Amtes das Barockpalais für den Publikumsverkehr. Die Konsularabteilung wurde vorübergehend in ein Prager Hotel verlegt, um den Botschaftsstatus aufrechterhalten zu können.
Der Ansturm auf das Botschaftsgelände ging jedoch weiter, weitere Flüchtlinge erzwangen sich Zutritt, teils an den nachlässiger werdenden tschechoslowakischen Polizisten vorbei durch das Tor, oder durch Klettern über den Zaun, was teilweise zu Verletzungen führte. Im Park der Botschaft wurden Zelte und sanitäre Anlagen aufgestellt und ein Schulbetrieb für Kinder eingerichtet. Verlassene Fahrzeuge der Marken Trabant und Wartburg prägten das Bild der Umgebung; die DDR bemühte sich alsbald um einen Abtransport der stummen Zeugnisse. Die sanitären Bedingungen in der Botschaft wurden im Laufe des Septembers prekär, zeitweise hielten sich 4000 Flüchtlinge gleichzeitig auf dem von Regenfällen durchnässten Gelände auf. Hauptbeschäftigung war das stundenlange Schlangestehen vor den WCs, in knöcheltiefem Schlamm. Teils heftige Auseinandersetzungen fanden mit Personen statt, die einer Tätigkeit für die Stasi verdächtigt wurden.

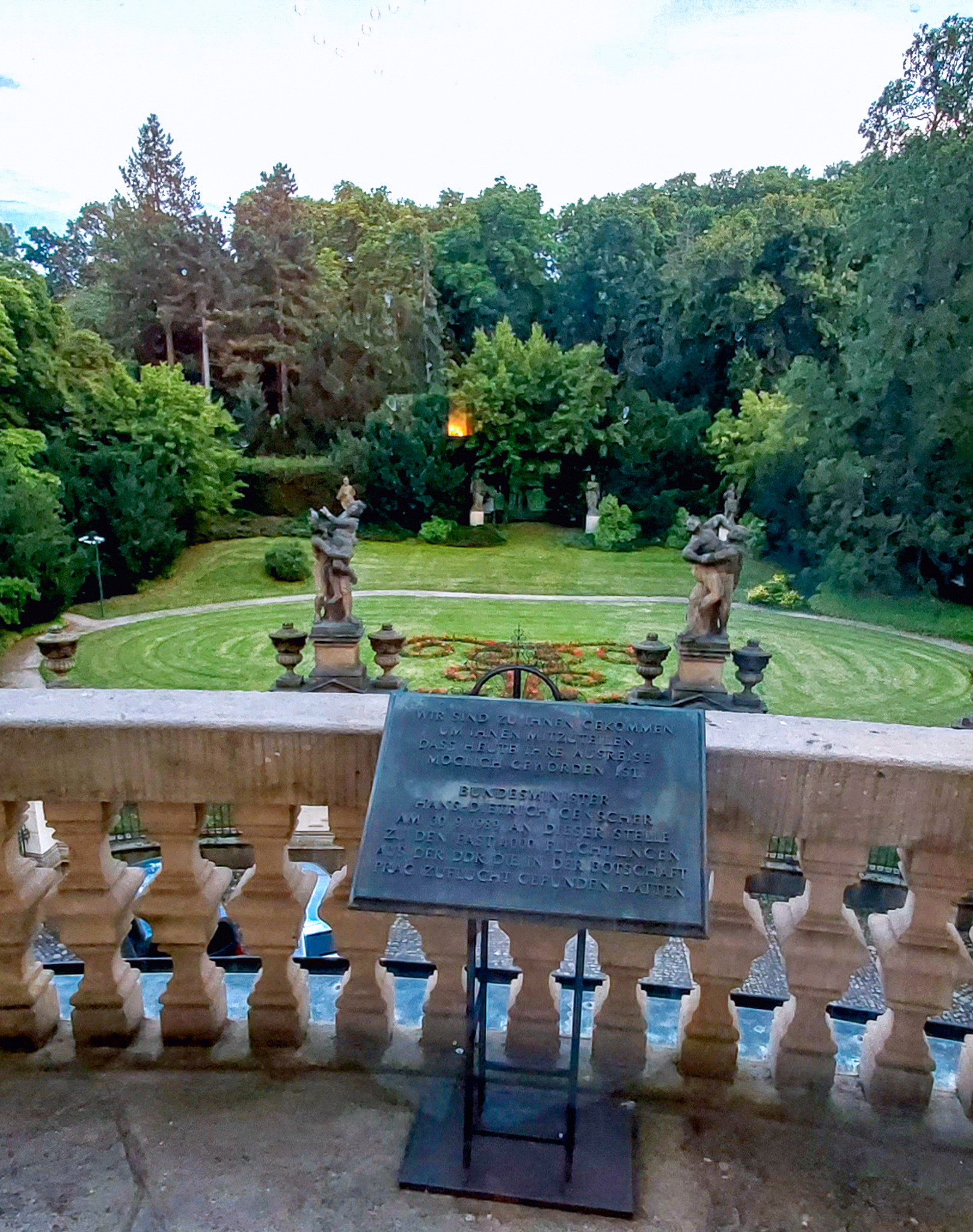
Gedenktafel auf dem Balkon mit den Worten Genschers von 1989

Der damalige Bundesaußenminister Hans-Dietrich Genscher traf am Abend des 30. September 1989 ein. Er kam von Verhandlungen mit den damaligen Außenministern der Sowjetunion (Eduard Schewardnadse), der DDR (Oskar Fischer) und der ČSSR (Jaromír Johanes) am Rande der UN-Vollversammlung in New York. Versammelten Journalisten sagte er, er möchte ihnen keine Mitteilung machen, da er zunächst mit den Deutschen aus der DDR sprechen wolle. Um 18:58 Uhr gab er vom Balkon des Palais aus bekannt:

„Liebe Landsleute,
wir sind zu Ihnen gekommen,
um Ihnen mitzuteilen,
dass heute Ihre Ausreise
(Tausendfacher Aufschrei und Jubel)
 … möglich geworden ist.“

Das Satzende ging im auf das Stichwort „Ausreise“ hin aufbrausenden Jubel der im Hof kampierenden, ausreisewilligen DDR-Flüchtlinge unter. Eine Gedenktafel auf dem Balkongeländer erinnert an die bewegenden Worte. Die in Verhandlungen erreichte Möglichkeit der indirekten Ausreise in die Bundesrepublik, per Zug mit Umweg über das Gebiet der DDR zwecks Aufrechterhaltung der Fassade einer regulären Ausreise von dort, wurde jedoch anschließend in Zwischenrufen ängstlich hinterfragt, da eine Verhaftung durch DDR-Organe wegen einer Flucht aus der DDR befürchtet wurde.
Ab 1. Oktober 1989 fuhren die ersten Züge von Prag über Dresden und Karl-Marx-Stadt nach Hof (Bayern). Nach erfolgreicher Räumung der Botschaft fanden sich erneut Tausende Ausreisewillige in den Gassen um das Palais, am 4. Oktober waren über 5000 im Gelände, weitere 2000 harrten davor in der Kälte aus, so dass belagerungsähnliche Zustände herrschten. Erneut konnte eine Ausreise arrangiert werden, kurz vor dem 40. Jahrestag der DDR, nun führte diese eine Visumspflicht auch für das Bruderland ČSSR ein und schloss somit die Grenze. Die „grüne Grenze“ im Erzgebirge war, zumal im Herbst, nur noch in kleineren Zahlen überwindbar, so dass der Zustrom fast versiegte. Am 28. Oktober durfte diese Gruppe sogar mit legalen DDR-Ausreisepapieren und eigenen Fahrzeugen direkt in die Bundesrepublik fahren, worauf der Botschafter seinen im Sommer unterbrochenen Urlaub fortsetzte.
Bald überschlugen sich die Ereignisse. Am 1. November hob die DDR die Visumspflicht wieder auf. Am 3. November waren erneut mehr als 5000 Personen auf dem Gelände. Am 3. November 21:00 Uhr teilte der stellvertretende Außenminister der ČSSR in einem kurzen Gespräch mit, dass die Menschen ohne DDR-Genehmigung direkt von Prag in die Bundesrepublik ausreisen können, was der Stellvertreter Armin Hiller vom „Genscher-Balkon“ aus verkündete.
Die historische Dimension dieser Entscheidung für eine unkonditionierte Ausreise ist nichts anderes als der Fall des ČSSR-Teils des Eisernen Vorhanges, der alsbald durch Abbau der Grenzbefestigungen auch sichtbar wurde. Gemäß dem geflügelten Wort „Wie geht’s? – Über Prag!“ stiegen nun täglich tausende DDR-Bürger in einen Zug nach Prag, wo das Botschaftspersonal nun auf dem Bahnhof Hilfestellung zur unmittelbaren Weiterreise in die Bundesrepublik gab. Dies führte dazu, dass die DDR-Führung am 9. November ankündigte, die Ausreise direkt zu ermöglichen, was noch am selben Abend den Fall der Berliner Mauer nach sich zog. Ab Mitte November erfolgte die Samtene Revolution in der Tschechoslowakei.

„Eine historische Aufarbeitung der Ereignisse, die zur deutschen Wiedervereinigung geführt haben, wird die dramatischen Vorgänge im Spätsommer und Herbst des Jahres 1989 in Prag nicht außer Acht lassen können, als Tausende von Flüchtlingen aus der DDR Zuflucht in der Botschaft der Bundesrepublik Deutschland suchten. Der im August 1989 plötzlich einsetzende Ansturm auf die Botschaft war nicht nur von der Dimension her ein Novum, sondern stellte auch qualitativ eine völlig neue Situation dar, mit der es galt sich auseinanderzusetzen. Sie kumulierte schließlich am 3. November 1989 in einer Ausreiseregelung (seitens der ČSSR), die den eisernen Vorhang und die Berliner Mauer obsolet werden ließ.“

Auf der Webseite der Botschaft sind die damaligen Ereignisse auch mit Fotos dokumentiert. Gelände und Gebäude wurden durch den wochenlangen Aufenthalt der Menschenmenge stark in Mitleidenschaft gezogen und mussten hinterher saniert werden.

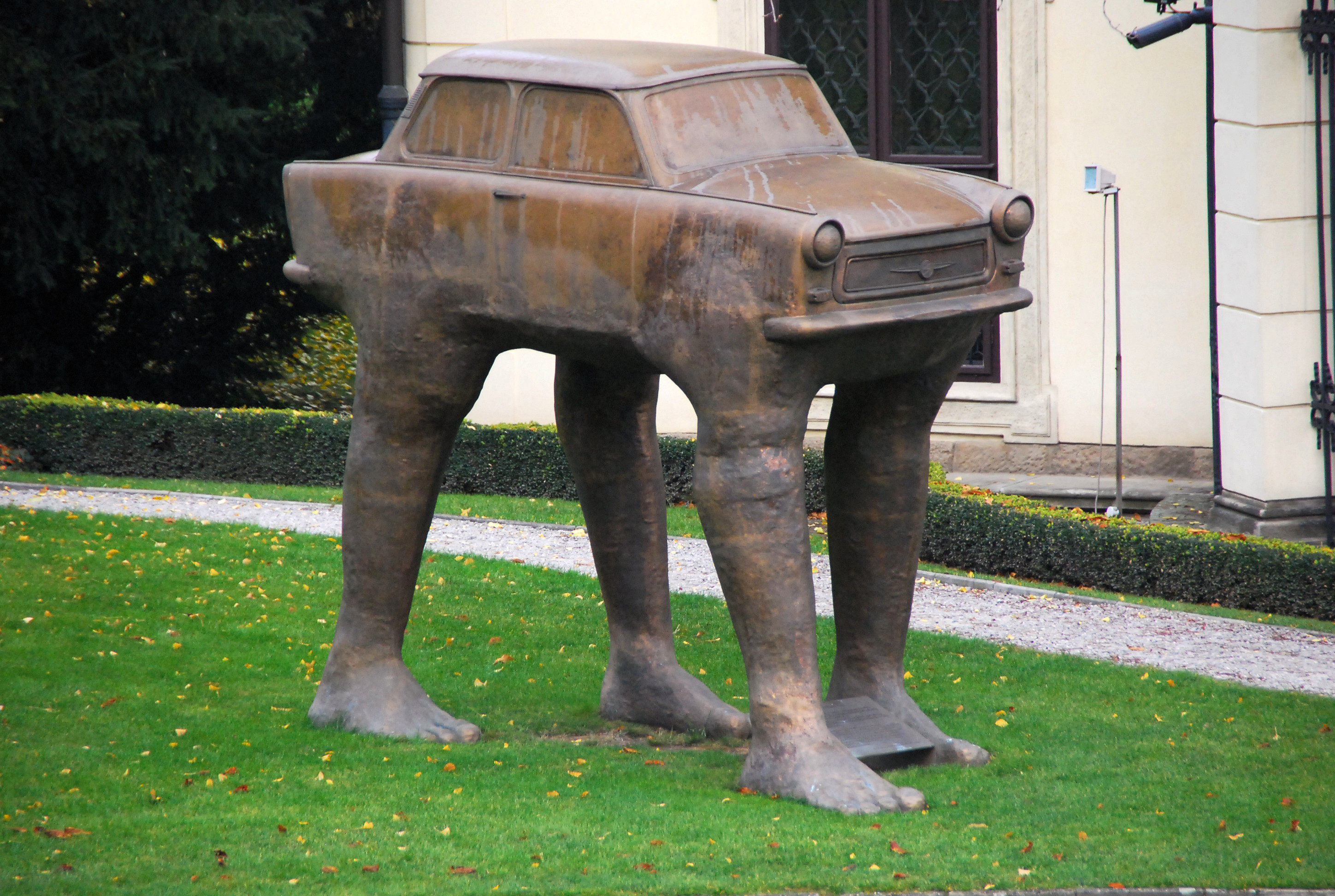
Quo Vadis von David Černý: Trabbis auf Beinen im Garten der Deutschen Botschaft

Abgesehen von der Genscher-Plakette auf dem Balkongeländer erinnert im Park die Skulptur Quo Vadis des Künstlers David Černý, die einen auf Beinen davonlaufenden Trabant darstellt, „an die vielen Tausend Deutschen aus der DDR, die im Sommer und Herbst 1989 über die Botschaft Prag den Weg in die Freiheit suchten und fanden“.

## Dokumentationen
- Harald Salfellner, Werner Wnendt: Das Palais Lobkowicz – Ein Ort deutscher Geschichte in Prag. Vitalis Verlag, Prag 1999, ISBN 80-85938-65-0 (Bildband).

Fernsehfilme 
- Im Oktober 2006 fanden auf dem Originalschauplatz Dreharbeiten für den Fernsehfilm Prager Botschaft über die damaligen Ereignisse statt. Schauspieler sind Hinnerk Schönemann, Hans-Werner Meyer, Anneke Kim Sarnau, Timm-Marvin Schattling und Christoph Bach, Regisseur Lutz Konermann. Produzent ist filmpool. Erstausstrahlung war am 23. September 2007 um 20:15 (RTL).[6][13]
- Hans-Dietrich Genscher gab Gisela Marx im Rahmen eines Dokumentationsfilmes vor Ort ein langes Interview. Die Dokumentation lief erstmals direkt im Anschluss an die Erstausstrahlung von Prager Botschaft am 23. September 2007 bei RTL.[14]
- Zug in die Freiheit. Dokumentarfilm. Regie: Sebastian Dehnhardt, Matthias Schmidt. Deutschland 2014.[15]